# 26921 Дженсалліт
26921 Дженсалліт (26921 Jensallit) — астероїд головного поясу, відкритий 15 жовтня 1996 року.
Тіссеранів параметр щодо Юпітера — 3,165.